# Бунинский лес
Бунинский лес (баш. Бунин урманы) — государственный природный комплексный (ландшафтный) заказник республиканского значения, расположенный в Белебеевском районе Республики Башкортостан.

## Обзор
Охрану территории заказника, а также мероприятия по сохранению биологического разнообразия и поддержанию в естественном состоянии природных комплексов и объектов на территории заказника осуществляет государственное бюджетное учреждение «Дирекция по особо охраняемым природным территориям Республики Башкортостан».
Заказник создан на участках лесного фонда. Заказник расположен на древнеэрозионном плато и материковых склонах Белебеевской возвышенности в 0,5 км к северу от села Парафеевка, в 2 км к юго-востоку от села Рассвет, с юга заказник ограничен долиной реки Ря, с запада — долиной реки Кутема, включает кварталы N 85 — 93 Белебеевского участкового лесничества государственного учреждения Белебеевское лесничество. Площадь заказника составляет 1200 га.
Заказник создан для сохранения, воспроизводства и восстановления природного комплекса; сохранения, восстановления и воспроизводства объектов растительного мира, в том числе редких и находящихся под угрозой исчезновения; восстановления и сохранения численности, расширения ареала исчезающих видов растений и животных, а также видов, ценных в хозяйственном, научном, культурном отношении.